# Hans Lindberg (politiker)
För andra betydelser, se Hans Lindberg.
Hans Nils Johan Lindberg, född 1 mars 1974 i Holmsunds församling, Västerbottens län, är en svensk socialdemokratisk politiker och sedan 2015 ett av tre kommunalråd i Umeå kommun. Lindberg sitter också i styrelsen för Umeå Kommunföretag AB och är ledamot i Kommuninvest. 2010–2014 var han ordförande för gymnasie- och vuxenutbildningsnämnden i Umeå. Namnet "Tejpen" kommer från att han vid invigningen av Sara Lidman-tunneln valde att censurera ett citat med en bit tejp.

## Politisk karriär

### 2010–2014
Hans Lindberg var 2010–2014 ordförande i gymnasie- och vuxenutbildningsnämnden i Umeå. Han var dessutom ansvarig för skolfrågor i Region Västerbotten och hade även andra politiska uppdrag.

### 2014–2018
Hans Lindberg övertog posten som kommunstyrelsens ordförande i Umeå 2015, efter Lennart Holmlund (S) som då haft uppdraget i ett par decennier. 
2016 åkte han i egenskap av politisk företrädare för Umeå kommun till Umeås systerstad Xi'an i Kina. Kinaresan gjorde han tillsammans med stadsdirektören Jonas Jonsson och syftet var att stämma av avtalet mellan städerna, men även att skapa kontakter och företa studiebesök.

## Blogg, lokal- och riksmedia

### Blogg
I likhet med flera andra lokalpolitiker i Umeå har även Hans Lindberg en blogg, knuten till Västerbottens Kuriren. 

### Riksmedia
Våren 2017 intervjuades Hans Lindberg i Aftonbladet med anledning av att missnöjda föräldrar i Umeå startat ett föräldranätverk. Nätverket kritiserade förhållandena på förskolorna i Umeå och menade att det råder allvarlig underbemanning. I intervjun framhöll Lindberg att partikollegan Moa Brydsten (S) har detta ansvarsområde i kommunen och att det är henne som nätverket bör kontakta gällande detta.
Under sommaren 2017 intervjuades han av Sveriges Radio angående kommunens omdiskuterade bostadsaffär och umeånätverket Folkinitiativets kritik. Lindbergs svar var att processen inför beslutet gått helt rätt till.